# Damarchus bifidus
Damarchus bifidus là một loài nhện trong họ Nemesiidae.
Damarchus bifidus được miêu tả năm 1935 bởi Gravely.